# Pälkättijärvi
Pälkättijärvi är en sjö i Finland. Den ligger i kommunen Kittilä i landskapet Lappland, i den norra delen av landet, 800 km norr om huvudstaden Helsingfors. Pälkättijärvi ligger 193,1 meter över havet.'LMV'/> Arean är 9,6 hektar och strandlinjen är 1,34 kilometer lång. Sjön  ingår i Kemi älvs huvudavrinningsområde. 